# Camillina punta
Camillina punta är en spindelart som beskrevs av Norman I. Platnick och Mohammad U. Shadab 1982. Camillina punta ingår i släktet Camillina och familjen plattbuksspindlar.
Artens utbredningsområde är Peru. Inga underarter finns listade.